# Geometra valida
Geometra valida är en fjärilsart som beskrevs av Felder 1875. Geometra valida ingår i släktet Geometra och familjen mätare. Inga underarter finns listade i Catalogue of Life.